# طوربيد جي7إي أس

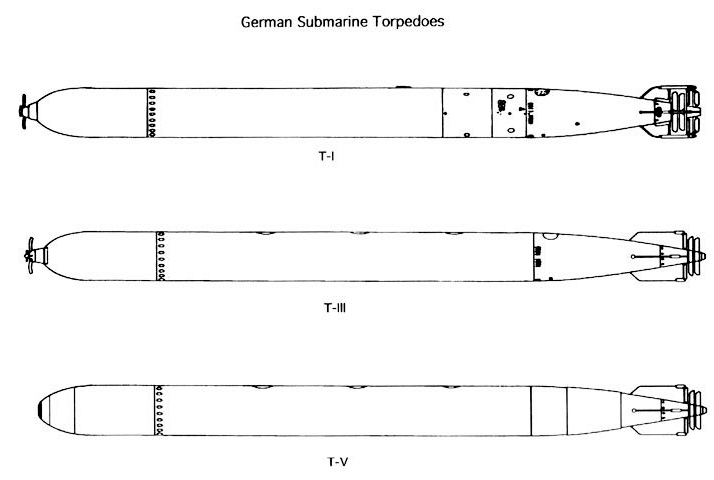
جدول يوضح ثلاثة طوربيدات غواصات ألمانية رئيسية استخدمت خلال الحرب العالمية الثانية: TI/G7a: الطوربيد القياسي الذي يعمل بالبخار قبل الحرب؛ TIII/G7e: الطوربيد القياسي الذي يعمل بالطاقة الكهربائية؛ TV/G7es: الطوربيد الصوتي "Zaunkönig" الذي يعمل بالطاقة الكهربائية.

طوربيد جي7إي أس (تي5) ("wren") طوربيد صوتي سلبي تستخدمه غواصات يو الألمانية خلال الحرب العالمية الثانية. أطلق عليه GNAT (طوربيد البحرية الألمانية الصوتي) من قبل البريطانيين.

## وصف
كان رائد شركة Zaunkönig هو طوربيد جي7إي/ تي4 فالك، الاسم الرمزي "فالكون"، الذي تم تقديمه في مارس 1943، لكنه شهد استخدامًا محدودًا للتجربة وتم التخلص التدريجي سريعًا من الخدمة لصالح الأخير الذي تلقى عددًا من التحسينات المهمة. كان أسرع، وكان أكثر مدى، يمتلك جهاز تفجير مغناطيسي أو ملامس ويمكن تجهيزه بمسدس إيقاعي.